# Благовещенская церковь (Павловская Слобода)
Храм Благовещения Пресвятой Богородицы — православный храм в селе Павловская Слобода Истринского района Московской области. Входит в состав Истринского благочиния Одинцовской епархии. Памятник культурного наследия федерального значения.

## История

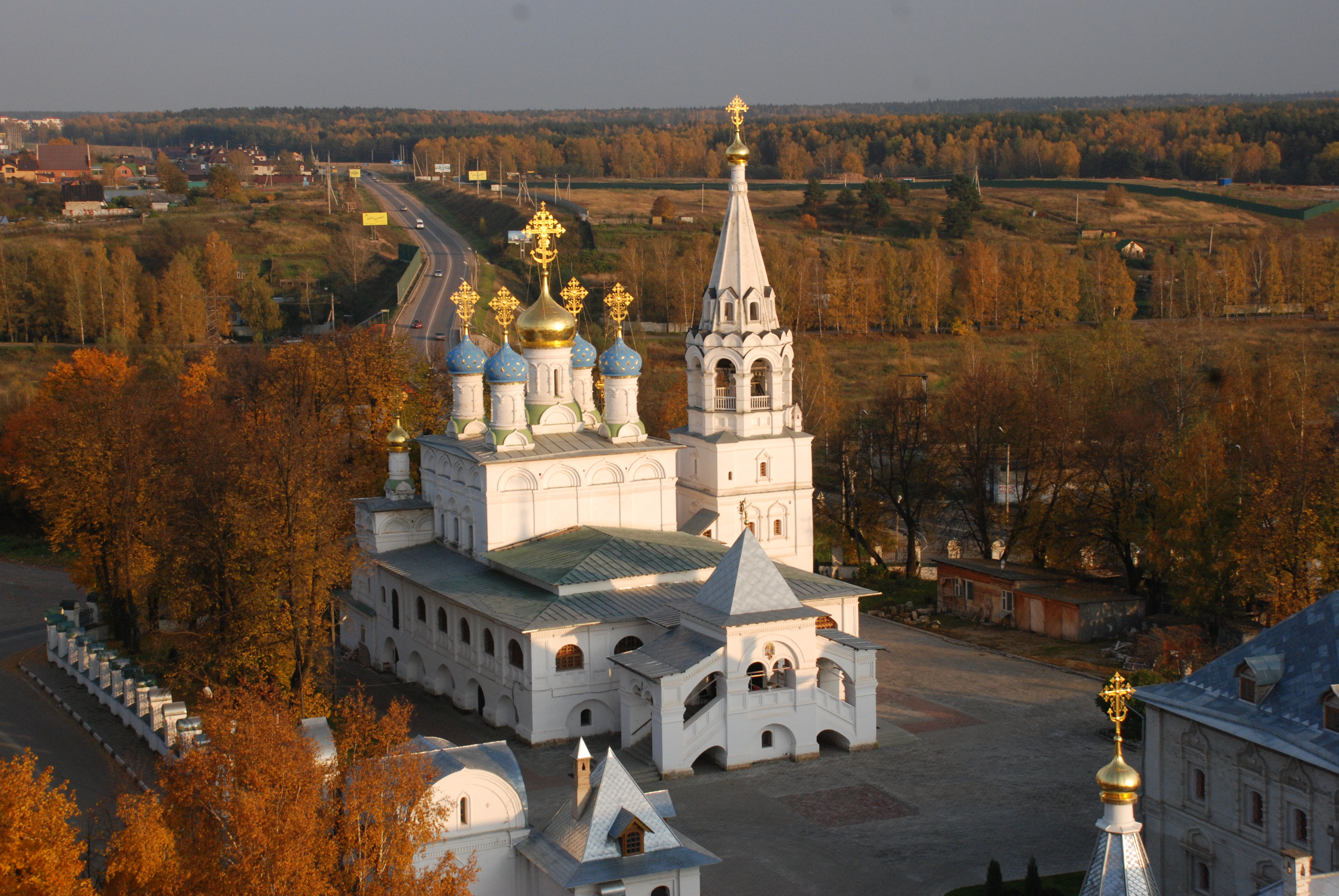
Храм с высоты.

Земли, на которых стоит храм, к моменту постройки первой церкви принадлежали боярскому роду Морозовых. Данных о постройке деревянной церкви в селе Павловское практически не сохранилось; есть лишь некоторые чертежи, где архитектура церкви типична для воздвигнутых в конце XV — начале XVI вв. Первое сохранившееся письменное упоминание о церкви на высоком правом берегу Истры датируется 1593 годом. В середине XVII века Борис Иванович Морозов, наставник царя Алексея Михайловича, был одним из самых влиятельных людей в государстве. Он решил построить вместо деревянного пышный каменный храм, куда было бы прилично приглашать царя. Семиглавая церковь была заложена около 1650 года. Борис Морозов, умерший в 1661 году, не дожил до открытия храма; строительство завершилось в 1662 году под присмотром вдовы Анны Ильиничны (сестры Марии Милославской). С юго-востока (там же, где и сейчас) к храму примыкала колокольня. В церкви бывал царь Алексей.
Вскоре бездетная Анна Ильинична умерла, и село отошло к государству; в следующие века храм только терял свои значение и богатства. В 1830 году церковь была перестроена. В частности, были разобраны порталы и заложены гульбища. К 1880 году высота колокольни считалась недостаточной для того времени, а её ветхость также послужила причиной для её сноса. Вместо неё к западной стене храма была пристроена массивная колокольня, подавлявшая архитектуру самого храма. При советской власти в 1933 году храм был закрыт и разорён. В 1941 году, во время Великой Отечественной войны, советские войска взорвали колокольню, которая из-за своей высоты могла служить немцам ориентиром. В 1992 году богослужения были возобновлены. Была вновь отстроена первоначальная (невысокая) колокольня.

## Настоятели
- с 1994 — прот. Владислав Алексеевич Провоторов (род. 1947)

## Приписные храмы
К Благовещенской церкви приписаны 7 храмов и часовен — больше, чем у любого другого храма Истринского благочиния.
- Храм Царственных Мучеников
- Надвратный храм Иосифа Волоцкого
- Часовня Мефодия и Кирилла
- Храм Воскресения Словущего
- Казанский храм в дер. Ивановская
- Казанская надкладезная часовня: находится над источником у реки Истры рядом с деревней Лешково и посвящена Казанской иконе Божией Матери; ежегодно 21 июля в часовне совершается водосвятный молебен.
- Владимирская надкладезная часовня: находится над источником в деревне Обушково и посвящена Владимирской иконе Божией Матери; ежегодно 8 сентября в часовне совершается водосвятный молебен.

## Святыни
Утверждается, что в храме хранятся частицы следующих религиозных деятелей:

| - Николай Чудотворец - Мария Магдалина - Димитрий Солунский - Апостол Пётр - Апостол Павел - Апостол Варфоломей - Георгий Победоносец - Антоний Великий - Гервасий и Протасий - Иосиф Волоцкий - патриарх Тихон - Варвара Илиопольская - Алексий Московский - Савва Сторожевский - Сергий Радонежский | - Антипа Пергамский - Харлампий - Христина Тирская - Екатерина Александрийская - Фёкла Иконийская - Дионисий Ареопагит - Феодор Тирон - Флор и Лавр - Женевьева Парижская - Елизавета Фёдоровна - Варвара (Яковлева) - апостол Матфей - Андрей Боголюбский - Александр Невский - Иоанн (епископ Суздальский) | - Феофан Затворник - Иннокентий (Борисов) - Филарет (Дроздов) - Митрофан Воронежский - Лука (Войно-Ясенецкий) - Серафим Саровский - Георгий Хозевит - Амвросий Аптинский - Кукша Одесский - Иона Одесский - Виталий - киево-Печерские старцы - неизвестные святые с горы Искушений - один из Севастийских мучеников |